# Хосе Давид Альфаро Сікейрос

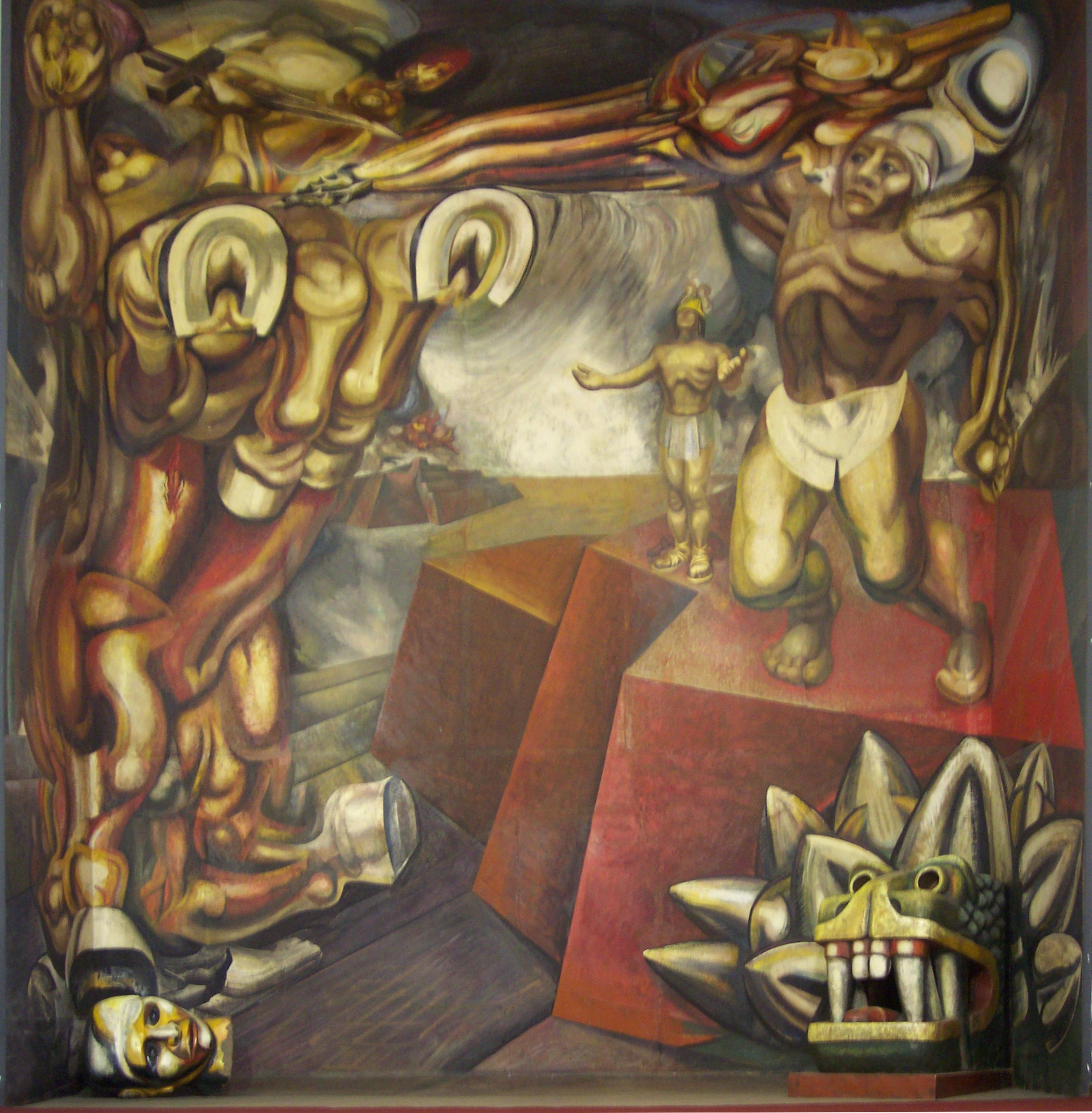

Хосе Давид Альфаро Сікейрос (ісп. José David Alfaro Siqueiros, 29 грудня 1896 – 6 січня 1974) — мексиканський художник — живописець, графік і стінописець, політичний активіст, учасник  комуністичного руху.

## Біографія
Давид Альфаро Сікейрос народився 29 грудня 1896 р. в мексиканському місті  Камарго, провінція Чіуауа. У 1911 р. вступив до  Академії мистецтв Сан-Карлос в Мехіко, там брав участь у студентському страйку, протестуючи проти порядків у закладі. Потім навчався в художній школі Санта-Аніта. З молодості відчував себе революціонером, в 1911 р. взяв участь у  громадянській війні на стороні конституціоналістів. Служив офіцером у армії мексиканського президента  Венустіано Карранси.
З 1919 по 1922 р. Сікейрос жив у Франції та Іспанії. У 1921 р. він опублікував в  Барселоні «Маніфест революційного мистецтва», а в 1922 р. заснував «Революційний синдикат працівників техніки і мистецтва». Член Мексиканської комуністичної партії (МКП) з 1922. З 1924 р. член ЦК МКП, активний учасник організації профспілкового руху та міжнародних комуністичних конгресів, займав пост головного редактора газети El Mundo, співпрацював з іншими лівими газетами. Разом з ним в комуністичному русі брали участь і інші мексиканські художники, зокрема Дієго Рівера.
У 1930 р. Сікейрос був заарештований, а потім засланий в містечко Таско. Заслання виявилася плідним в творчому плані — тут художник створив кілька десятків робіт.
У період з 1932 по 1936 р. Сікейрос жив і працював переважно в США; там він прикрасив розписами фасади будівель Художньої школи Чуінард і мистецького центру Плаза в Лос-Анджелесі (1932).
У 1937–1939 р. Сікейрос брав участь у громадянській війні в Іспанії як офіцер Республіканської армії під командуванням Енріке Лістера. Дослужився до полковника.
За завданням НКВС комуніст-сталініст Сікейрос бере участь у групі бойовиків (кодова назва «Кінь»), сформованої для ліквідації Троцького.
24 травня 1940 — разом з « Філіпе», Леопольдо і  Луїсом Ареналь та іншими бере участь у невдалій спробі замаху на Троцького.
Наприкінці 1940 р. заарештований разом з іншими членами групи «Кінь» у зв'язку з убивством Троцького.
У 1960 р. обраний членом політкомісії ЦК МКП. У тому ж році був поміщений у в'язницю за політичну діяльність, але в 1964 р. влада звільнила його під тиском міжнародної громадської думки.
Він неодноразово приїжджав до Москви (1927, 1955, 1958 і 1972). Почесний член Академії мистецтв СРСР (1967), лауреат  Міжнародної Ленінської премії «За зміцнення миру між народами» (1967).
Помер 6 січня 1974 року в місті Куернавака.
У його честь названа  вулиця в Санкт-Петербурзі.

## Основні твори

### Монументальні композиції
- Розпис в Національній підготовчій школі (фреска, 1922—1923, Мехіко),
- Розпис в клубі профспілки електриків (1939, Мехіко),
- Розпис у Палаці образотворчих мистецтв (1945 і 1950—1951, Мехіко),
- Розпис у Національному музеї історії (почата в 1959, Мехіко)
- Мозаїка і рельєф на фасаді ректорату Університетського містечка (1952—1954, Мехіко);
- Монументально-декоративна споруда «Поліфорум» (1971, Мехіко)

### Станковий живопис
- «Пролетарська мати» (1929—1930, Музей сучасного мистецтва, Нью-Йорк),
- Портрет Дж. Гершвіна (1936, Музей сучасного мистецтва, Нью-Йорк).
- Нещасний випадок у шахті (Accidente en la mina, 1931).
- Нова демократія (La nueva democracia, 1945)